# Comparettia corydaloides
Comparettia corydaloides är en orkidéart som först beskrevs av Friedrich Fritz Wilhelm Ludwig Kraenzlin, och fick sitt nu gällande namn av Mark W. Chase och Norris Hagan Williams. Comparettia corydaloides ingår i släktet Comparettia, och familjen orkidéer.
Artens utbredningsområde är Bolivia. Inga underarter finns listade i Catalogue of Life.